# Amanda Ilestedt
Amanda Ilestedt, née le 17 janvier 1993 à Sölvesborg en Suède, est une footballeuse internationale suédoise. Elle joue au poste de défenseure.

## Biographie

### En club
Le 27 juin 2023, Amanda Ilestedt quitte le Paris Saint-Germain pour signer à Arsenal, faisant d'elle la première recrue du mercato estival du club anglais,.

### En équipe nationale
Elle participe avec l'équipe de Suède au championnat d'Europe 2013, à la Coupe du monde 2015, puis à la Coupe du monde 2019. Elle atteint les demi-finales de l'Euro 2013 et la troisième place au Mondial 2019.

## Palmarès

### En club
- Bayern Munich
  - Championnat d'Allemagne (1)
    - Champion :2021

### En sélection
- Vainqueur du championnat d'Europe des moins de 19 ans 2012 avec l'équipe de Suède
- Troisième de la Coupe du monde féminine de football 2019 avec l'équipe de Suède

## Statistiques
Le tableau ci-dessous retrace la carrière de Amanda Ilestedt depuis ses débuts :

### En club
| Saison                | Club                  | Championnat           | Championnat | Championnat | Coupe(s) nationale(s) | Coupe(s) nationale(s) | Compétition(s) continentale(s) | Compétition(s) continentale(s) | Compétition(s) continentale(s) | Total | Total |
| Saison                | Club                  | Division              | M.          | B.          | M.                    | B.                    | Comp.                          | M.                             | B.                             | M.    | B.    |
| 2010-2011             | FC Rosengård          | Damallsvenskan        | 8           | 0           | -                     | -                     | -                              | -                              | -                              | 8     | 0     |
| 2011-2012             | FC Rosengård          | Damallsvenskan        | 18          | 2           | 2                     | 0                     | C1                             | 2                              | 0                              | 22    | 2     |
| 2012-2013             | FC Rosengård          | Damallsvenskan        | 20          | 0           | 2                     | 0                     | C1                             | 4                              | 0                              | 26    | 0     |
| 2013-2014             | FC Rosengård          | Damallsvenskan        | 19          | 1           | -                     | -                     | C1                             | 4                              | 0                              | 23    | 1     |
| 2014-2015             | FC Rosengård          | Damallsvenskan        | 22          | 0           | -                     | -                     | C1                             | 6                              | 0                              | 28    | 0     |
| 2015-2016             | FC Rosengård          | Damallsvenskan        | 16          | 2           | -                     | -                     | C1                             | 4                              | 1                              | 20    | 3     |
| 2016-2017             | FC Rosengård          | Damallsvenskan        | 11          | 0           | -                     | -                     | C1                             | 6                              | 0                              | 17    | 0     |
| Sous-total            | Sous-total            | Sous-total            | 114         | 5           | 4                     | 0                     | -                              | 26                             | 1                              | 144   | 6     |
| 2017-2018             | FFC Turbine Potsdam   | Bundesliga            | 22          | 2           | 3                     | 0                     | -                              | -                              | -                              | 25    | 2     |
| 2018-2019             | FFC Turbine Potsdam   | Bundesliga            | 13          | 0           | 2                     | 0                     | -                              | -                              | -                              | 15    | 0     |
| Sous-total            | Sous-total            | Sous-total            | 35          | 2           | 5                     | 0                     | -                              | -                              | -                              | 40    | 2     |
| 2019-2020             | Bayern Munich         | Bundesliga            | 14          | 1           | 1                     | 0                     | C1                             | 2                              | 0                              | 17    | 1     |
| 2020-2021             | Bayern Munich         | Bundesliga            | 16          | 4           | 3                     | 0                     | C1                             | 8                              | 0                              | 27    | 4     |
| Sous-total            | Sous-total            | Sous-total            | 30          | 5           | 4                     | 0                     | -                              | 10                             | 0                              | 44    | 5     |
| 2021-2022             | Paris Saint-Germain   | Division 1            | 15          | 1           | 2                     | 0                     | C1                             | 9                              | 1                              | 26    | 2     |
| 2022-2022             | Paris Saint-Germain   | Division 1            | 14          | 0           | 1                     | 0                     | C1                             | 7                              | 0                              | 22    | 0     |
| Sous-total            | Sous-total            | Sous-total            | 29          | 1           | 4                     | 0                     | -                              | 16                             | 1                              | 49    | 2     |
| Total sur la carrière | Total sur la carrière | Total sur la carrière | 208         | 12          | 16                    | 0                     | -                              | 52                             | 1                              | 276   | 13    |